# Los Campesinos!
Los Campesinos! (lett. "I Contadini") sono un gruppo musicale britannico, formatosi nel 2006 a Cardiff, in Galles.
Hanno pubblicato il loro album di debutto, Hold on Now, Youngster..., nel febbraio 2008 e il loro secondo disco, We Are Beautiful, We Are Doomed, nell'ottobre dello stesso anno.

## Storia
Il gruppo si forma presso l'Università di Cardiff nel 2006 ed è originariamente formato da Neil alla chitarra, Ellen al basso, e Ollie alla batteria. Nel marzo 2006 si uniscono al gruppo Tom, che assume il ruolo di capo chitarre e compositore, Gareth, alla voce e al glockenspiel, Harriet, al violino e alla tastiera, e infine Aleks, cantante e tastierista.
Il gruppo fa la sua prima comparsa ufficiale l'8 maggio 2006, in un locale notturno dell'unione studentesca, cominciando a esibirsi in giro per Cardiff, ricevendo un buon consenso da parte del pubblico. Nello stesso periodo viene registrato un demo contenente le canzoni Death To Los Campesinos!, It Started With A Mixx, Sweet Dreams Sweet Cheeks e You! Me! Dancing!. I quattro brani vengono pubblicati in rete, cosa che permette al gruppo di accrescere la propria popolarità, grazie anche alle esibizioni dal vivo. Questo li porta a esibirsi alla trasmissione radiofonica di BBC Radio 1 Galles Beth & Huw's Evening Show. Nell'agosto del 2006 si aggiudica un supporto da parte del supergruppo canadese Broken Social Scene.
Nel novembre 2006 Lo Campesinos! vengono messi sotto contratto dalla casa discografica Wichita Recordings, che il 26 febbraio 2007 pubblica il loro primo singolo: We Throw Parties, You Throw Knives/Don't Tell Me to Do the Math(s). Nell'aprile dello stesso anno il gruppo sottoscrive un contratto con la casa discografica Canadese Arts & Crafts per la distribuzione in Canada e nel Nord America dei loro dischi. Nel giugno 2007 pubblicano il singolo You! Me! Dancing!, che viene distribuito in edizione limitata su 7" in vinile colorato, e si esibisce in una serie di concerti a Bath, Newport, Cardiff e Londra. Il 3 luglio viene pubblicato dalla Arts & Crafts l'EP Sticking Fingers into Sockets, prodotto da Dave Newfeld, già collaboratore dei Broken Social Scene. Dopo la pubblicazione del singolo The International Tweexcore Underground il 15 ottobre 2007, il gruppo parte per il suo primo tour completo nel Regno Unito.
Il 9 febbraio 2008 Los Campesinos! fanno il loro debutto televisivo alla trasmissione televisiva Tubridy Tonight. Il 25 dello stesso mese viene pubblicato nel Regno Unito il loro album di debutto, Hold on Now, Youngster..., mentre negli Stati Uniti il disco viene pubblicato il successivo 1º aprile.. Il gruppo va inoltre in tour in Europa e Stati Uniti. La rivista britannica NME assegna all'album una valutazione sufficiente, lodando la sua musicalità. Altri, tra cui il sito Pitchfork e Drowned in Sound, promuovono il lavoro. Il 27 ottobre dello stesso anno viene pubblicato il secondo album, We Are Beautiful, We Are Doomed. Al contempo vengono programmati nuovi concerti e il gruppo  condivide il palco con i No Age e i Times New Viking.
Nell'aprile 2009, il gruppo si esibisce per la prima volta in Sud America, con concerti in Argentina, Colombia e Venezuela. I Los Campesinos! si trasferiscono momentaneamente a Stamford, in Connecticut, per la registrazione di un nuovo album con John Goodmanson.

## Discografia parziale

### Album in studio
- 2008 - Hold on Now, Youngster
- 2008 - We Are Beautiful, We Are Doomed
- 2010 - Romance Is Boring
- 2011 - Hello Sadness
- 2013 - No Blues
- 2017 - Sick Scenes
- 2024 - All Hell

### Album dal vivo
- 2013 - A Good Night for a Fistfight (Live at Islington Assembly Hall)

### Raccolte
- 2021 - Whole Damn Body

### EP
- 2006 - Hold on Now, Youngster
- 2007 - Sticking Fingers into Sockets
- 2010 - All's Well That Ends
- 2014 - A Los Campesinos! Christmas

### Singoli
- 2007 - We Throw Parties, You Throw Knives/Don't Tell Me to Do the Math(s)
- 2007 - You! Me! Dancing!
- 2007 - The International Tweexcore Underground
- 2008 - Death to Los Campesinos!
- 2008 - My Year in Lists
- 2010 - Romance Is Boring